# Відродження XII століття

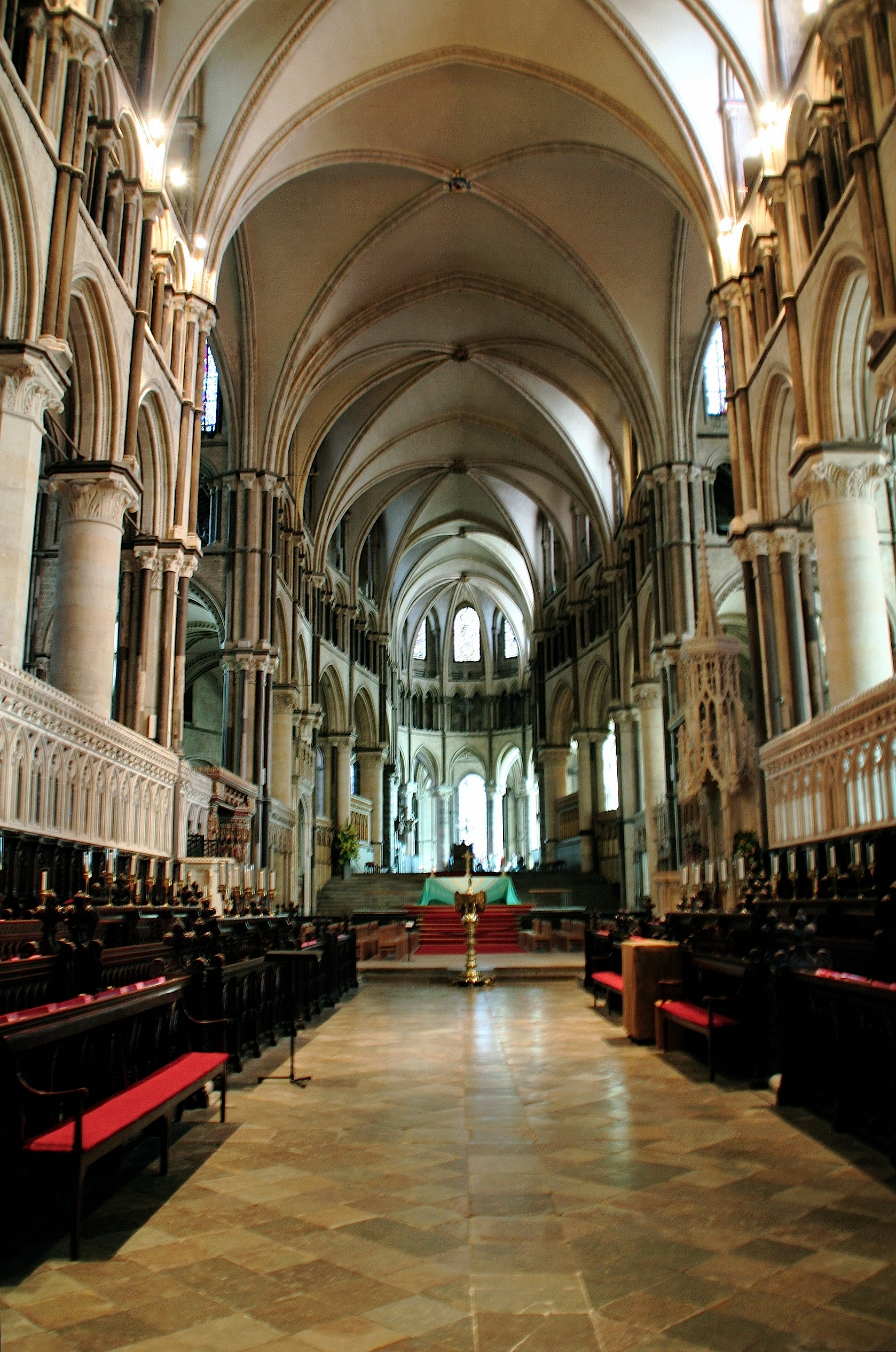
Нові технології сприяли розвитку готичної архітектури

Відродження XII століття було періодом значних змін на початку епохи високого середньовіччя. Ренесанс полягав у соціальній, політичній та економічній трансформації суспільства й активізації інтелектуальних зрушень у науковій та філософській сферах Західної Європи. Ці зміни в подальшому призвели до таких звершень, як літературно-мистецький рух італійського Відродження у XV столітті та наукова революція 17 століття.

## Середньовічні ренесанси
Передумова відродження — це процес політичної консолідації та централізації монархій Європи. Цей процес розпочав Карл Великий (768—814) король франків, й з 800 року керманич Священної Римської імперії. Карл Великий мав тягу до освіти, звідси — створення багатьох нових церков і шкіл, де студенти вивчали латинську та грецьку мови. Культурно-освітня діяльність Карла отримала назву Каролінгське Відродження. Другий «ренесанс» відбувся під час правління Отто I (Великого) (936—973) — короля саксонців, а з 962 року — імператора Священної Римської імперії. Отто успішно об'єднав своє королівство та відстоював право самостійно призначати єпископів й архієпископів в межах своєї держави. Отримання імператором доступу до цієї церковної влади подарувало йому тісні контакти з найбільш освіченими та здібними людьми в його королівстві. Завдяки цьому тісному контакті була запроваджена велика кількість нових реформ у Саксонському королівстві та у Священній Римській імперії. Таким чином, правління Отто отримало назву Оттонського Відродження .
Отже, епоху Відродження ХІІ століття визнано третім та остаточним середньовічним ренесансом. Та все-таки ренесанс ХІІ століття був набагато ширшим та всеохопним явищем, ніж епохи відродження, які передували йому за часів Карла й Отто І. Дійсно, Каролінгський ренесанс насправді ж стосувався лише самого Карла Великого та його близького оточення, і був скорше «обличкуванням мінливого суспільства» ніж справжнім ренесансом, що поширюється на все суспільство. Те саме можна сказати і про Оттонське Відродження.

## Наука та технології

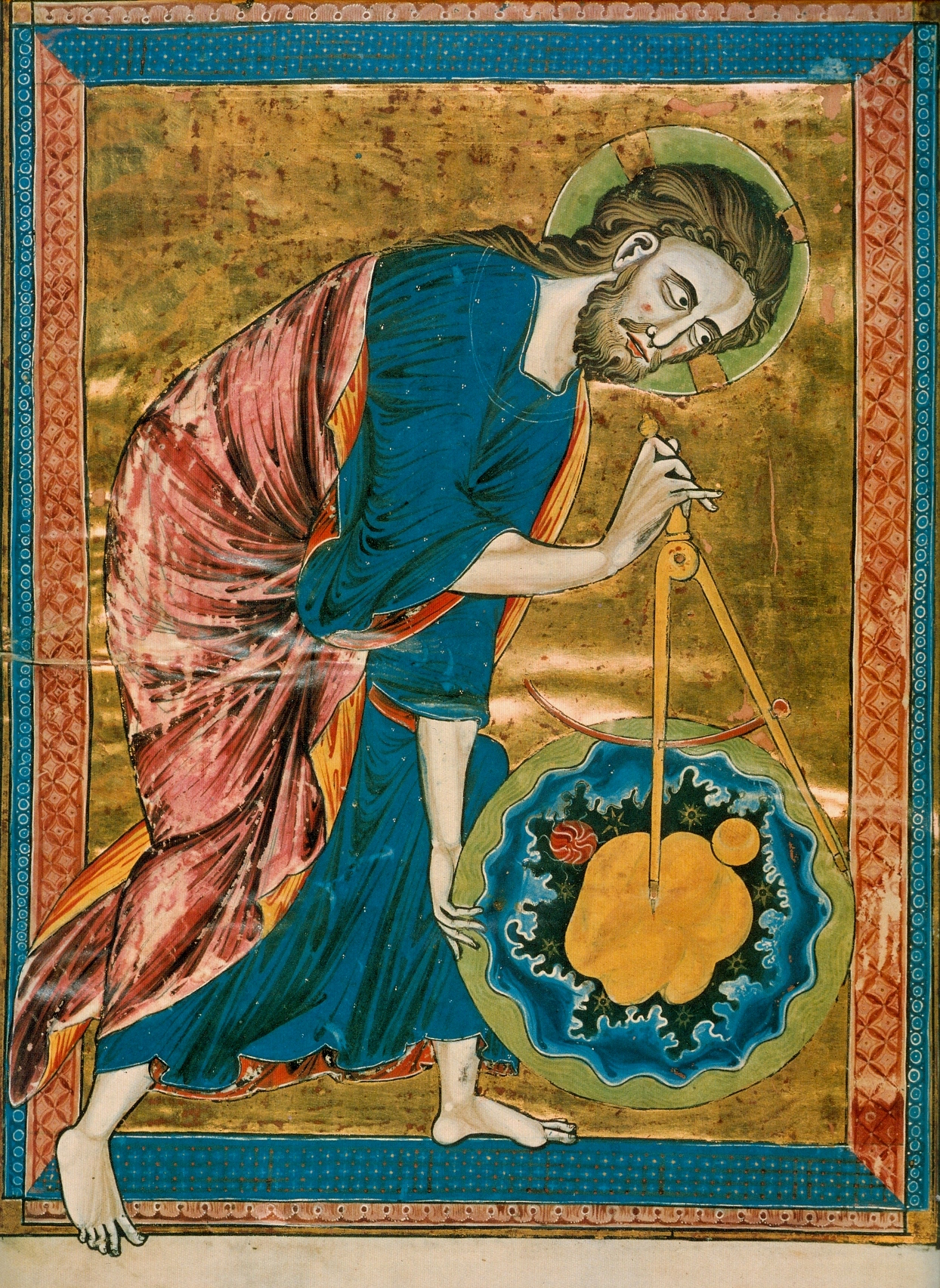
Середньовічні вчені прагнули зрозуміти геометричні та гармонічні принципи, за якими Бог створив Всесвіт.

Після розпаду Західної Римської імперії Західна Європа переживала явну кризу. Більшість наукових трактатів античності, написаних грецькою чи латинською мовами, стали недоступними або були повністю втрачені. Філософське та наукове вчення раннього середньовіччя ґрунтувалося на кількох латинських перекладах й коментарях до давньогрецьких науково-філософських текстів, які таки були збережені на Латинському Заході; проте їх вивченню приділяли мало уваги. Лише християнська церква зберігала копії цих письмових творів, а також їх періодично перевозили або роздавали іншим церквам.
Протягом ренесансу ХІІ ст. положення діл змінилося. Посилення контактів з ісламським світом в Іберії та Південною Італією, хрестові походи, Реконкіста, а також тісний контакт з Візантією, дозволили європейцям віднайти і в подальшому перекласти твори еллінських та ісламських філософів і вчених, особливо праці Арістотеля. Було зроблено кілька перекладів Евкліда, але до середини 13 століття не написано жодних вагомих коментарів, щоб містили серйозний аналіз цих праць.
Розвиток середньовічних університетів сприяв перекладу та розповсюдженню античних текстів і створенню нової інфраструктури, необхідної науковим спільнотам. Університети включали античні праці до своєї навчальної програми, де ті посідали найважливіше місце.
На початку ХІІІ століття були зроблені точні латинські переклади основних давньогрецьких наукових праць. Відтоді ці тексти вивчалися й аналізувалися, що призвело до розширення наукових уявлень про Всесвіт. Вплив цього відродження очевидно простежується, наприклад, у науковій діяльності Роберта Гроссетесте .
Під час високого середньовіччя в Європі спостерігались постійні інновацій у засобах виробництва, що призводило до економічного зростання.
Альфред Кросбі описав деякі з цих технічних зрушень у своїй праці «Міра реальності»: Визначення кількості в Західній Європі 1250—1600 рр". Інші науковці, що досліджували історію технологій, також відзначали цей прогрес.
Деякі з досягнень:
- Вітряний млин — який подибуємо в письмовій згадці з Йоркширу, Англія, датованій 1185 роком.
- Виробництво паперу, розпочате в Іспанії близько 1100 року, а пізніше поширене на Францію та Італію протягом ХІІ століття.
- Навігація за допомогою магнітного компаса засвідчена в Європі наприкінці ХІІ століття.
- Астролябія, повернена до Європи транзитом через ісламську Іспанію.
- Найдавніше відоме на Заході зображення кормового стерна можна знайти на церковних різьбленні, що відносять до періоду перед 1180 року.